# Salix hainanica
Salix hainanica — вид квіткових рослин із родини вербових (Salicaceae).

## Морфологічна характеристика
.

## Середовище проживання
Ендемік Хайнаню. Населяє сухі, пологі схили, піщані ґрунти, зарості.